# Teseo Tesei
Teseo Tesei (Marina di Campo, Elba, 3 januari 1909 – Tijdens een actie in de haven van Valletta, Malta, 26 juli 1941) was een militair en Italiaans uitvinder. Als majoor en marine-ingenieur, in dienst bij de Italiaanse Regia Marina, was hij als kikvorsman actief. Hij werd postuum geëerd met de Medaglia d'Oro al Valor Militare (Gouden Medaille voor Militaire Moed) voor zijn bewezen diensten nadat hij sneuvelde tijdens een missie tijdens de Tweede Wereldoorlog.

## Zijn carrière
Tesei verbeterde, met de hulp van Elios Toschi, een marine-ingenieur, de "Mignatta" (bloedzuiger)-kleefmijn en de menselijke-torpedo-onderzeeboot,uitgevonden en ontworpen door Raffaele Rossetti en Raffaele Paolucci. Het concept bleef hetzelfde: met een "Mignatta"-kleefmijn en een bemande torpedo aanvallen uitvoeren onder het wateroppervlak. Tesei droeg bij aan de ontwikkeling van een torpedo-onderzeeboot, de Siluro Lenta Corsa Maiale (SLC Maiale, ook bekend als varken vanwege zijn vorm). 
Er was op dat moment al een zuurstofapparaat, aangesloten met een masker, dat door de bemanning gebruikt werd om uit een beschadigde onderzeeër te ontsnappen. Maar het apparaat had weinig autonomie en men stelde vast dat het onbetrouwbaar was. Om deze problemen op te lossen werkte kapitein Angelo Belloni, in dienst in 1940 aan het Directoraat van Cursussen en Technisch Advies aan de Sommozzatori School in Livorno, mede aan dit project. Met de hulp van Taseo Tesei werd onder Belloni's leiding het levensnoodzakelijke apparaat verbeterd met een twintig minuten durende betrouwbare werking, om tijd te geven uit een onderzeeboot te ontsnappen. In juli 1936 werd het goedgekeurd als veilig voor duik- en reddingstaken.
Tesei geloofde dat men met dit zuurstofapparaat en met behulp van de Maiale’s en kleefmijnen succesvolle onderwateraanvallen tegen de geallieerde schepen kon uitvoeren. In 1938 werd de 1e Flottiglia mezzi d'Assalto opgericht als gevolg van de onderzoeks- en ontwikkelingsinspanningen van Teseo Tesei en majoor Elios Toschi. Commandant Moccagatta van de Italiaanse Koninklijke Marine (Regia Marina) reorganiseerde in 1940 dit vlootonderdeel in het Decima Flottiglia MAS of "X-MAS", onder het commando van Ernesto Forza. In het geheim werden bemande torpedo's ontworpen en werden kikvorsmannen opgeleid, genaamd nuototori (Italiaans voor "zwemmers").

## Fatale missie
Op 26 juli 1941, voerde X-MAS een aanval uit op de Britse marinebasis van Valletta op Malta. Door vertragingen, te wijten aan onvoorziene technische omstandigheden, explodeerde de kleefmijn vooraleer majoor Teseo Tesei en zijn tweede bemanningslid, Alcide Pedretti, zich in veiligheid konden begeven. Tesei liet hierbij het leven. 
Voor deze heldhaftige daad kreeg hij de Medaglia d'Oro al Valor Militare. Later dat jaar voerde de Decima Flottiglia MAS, aangevoerd door luitenant-ter-zee Luigi Durand de la Penne en zijn kikvorsmannen, wel een geslaagde aanval uit met drie maiale's in de haven van Alexandrië, Egypte. Een 8.000 ton zware tanker en de Britse slagschepen HMS Valiant en HMS Queen Elizabeth werden tot zinken gebracht in ondiep water waardoor deze kapitale schepen voor maanden buiten strijd waren. De Italiaanse duikers werden gevangengenomen.
Een vliegveld, l’Aeroporto di Marina di Campo dell’Isola d’Elba en de COMSUBIN (Commando rangers en scuba duikers), waarvan de officiële naam: Onderwatergroepen en Rangers "Teseo Tesei", werden naar hem genoemd. Dit is het samenwerkingsverband van de Marine voor het uitvoeren van de activiteiten van een niet-conventionele oorlog in het aquatisch milieu. Samen met het Regiment "Col Moschin" van het leger, de "GIS" Carabinieri en de nieuwe speciale troepen dell'Aeronautica (Incursori e Fucelieri dell’Aria), is het een van de Italiaanse speciale troepen.

## Onderscheidingen
- Gouden medaille voor Dapperheid (postuum) op 31 mei 1946[2]
- Zilveren medaille voor Dapperheid op 27 december 1941